# Alderano I Cybo-Malaspina
Alderano I Cybo-Malaspina (Massa, 22 luglio 1690 – Massa, 18 agosto 1731), figlio di Carlo II Cybo-Malaspina e fratello di Alberico III Cybo-Malaspina, fu il quarto duca di Massa e principe di Carrara (1715–1731) e, morto privo di eredi maschi, fu l'ultimo sovrano maschio dei Cybo-Malaspina; sua figlia ed erede Maria Teresa fu l'ultima sovrana di Massa e Carrara della sua dinastia.

## Biografia
Alderano Cybo-Malaspina nacqua a Massa nel 1690, figlio del duca regnante e della sua sposa, la nobildonna pontificia Teresa Pamphili (1650-1704), figlia dell'ex cardinale Camillo Francesco Maria Pamphili. Quando Alderano nacque, suo padre aveva cinquantonove anni e i suoi fratelli maschi maggiori ero molto più grandi di lui; egli venne quindi allevato in un certo isolamento e fu poi inviato per lunghi anni in collegio prima a Roma e successivamente a Parma, dove apprese le "scienze e le arti cavalleresche".
Al suo rientro a Massa, egli non riuscì ad inserirsi convenientemente nella corte paterna e si rese addirittura protagonista di due 'fughe' all'estero, nel 1709 e nel 1710, peraltro di breve durata, al termine delle quali fu escluso dalla corte. Quando però, nel dicembre del 1710, il padre morì e gli successe il fratello primogenito di Alderano, Alberico III, questi lo riammise a corte. Non solo, ma essendo il matrimonio del nuovo duca con la nobildonna genovese Nicoletta Clotilde Grillo (1681-1779) risultato sterile, ed essendo il secondogenito Camillo avviato alla carriera ecclesiastica –diventerà in seguito patriarca latino di Costantinopoli, e poi cardinale– a Alderano fu riconosciuto il ruolo di erede presunto del ducato e il titolo onorifico di principe di Carrara che competeva tradizionalmente agli eredi.
Quando però, dopo soli cinque anni, nel 1715, anche Alberico morì, per subentrargli effettivamente Aldemaro fu costretto a venire a patti con Camillo, che lo precedeva nell'ordine di successione, e, con una convenzione stipulata il 2 dicembre 1715, questi rinunciò a tutti i suoi diritti sul ducato, ma solo a condizione di conservare per sé in appannaggio tutti i beni allodiali e feudali che la famiglia possedeva nello Stato pontificio e nel regno di Napoli, ed in particolare i ducati di Ferentillo e Ajello e la signoria di Paduli. La formale investitura imperiale del ducato di Massa e Carrara gli fu concessa con diploma di Carlo VI d'Asburgo in data 17 aprile 1717.
Intanto, il 29 aprile 1715, a Milano, Alderano era convolato a nozze con la lontana cugina Ricciarda Gonzaga, figlia di Camillo III Gonzaga, ottavo conte di Novellara e Bagnolo, e della principessa Matilde d'Este di San Martino in Rio. Anche il nuovo matrimonio, però, parve per lunghi anni avviato alla sterilità, come quello del predecessore.
Il governo del ducato da parte di Alderano si rivelò ben presto irto di difficoltà. Già nel 1716 dovette fronteggiare una crisi confinaria con la repubblica di Lucca, che possedeva, alla frontiera con il ducato massese, l'exclave di Montignoso, e, l'anno successivo, un'insurrezione degli abitanti di Carrara contro la pressione fiscale; entrambe le crisi furono risolte solo grazie all'intervento dell'imperatore.
Il problema comunque era che le finanze del ducato, estenuate per i contributi richiesti dalla guerra di successione spagnola e impoverite dalla rinuncia alle entrate romane e napoletane, trattenute da Camillo, non erano in grado di sostenere la corte di Aldemaro e le spese necessarie per il mantenimento del suo stile di vita dissipato.
Dopo aver venduto tutto quanto poteva del patrimonio di famiglia, dall'argenteria all'artiglieria, infine Alderano credette di aver trovato la soluzione dei suoi problemi mettendo sul mercato lo stesso ducato sovrano. Si parlò di un acquisto da parte degli Este di Modena, oppure da parte di papa Innocenzo XIII per conto del fratello Giuseppe Lotario Conti, ma alla fine, nel 1724, Alderano intavolò trattative segrete con la repubblica di Genova al fine di addivenire alla definitiva alienazione del ducato ai genovesi. Quando l'accordo era ormai praticamente raggiunto, però, si intromise la duchessa Ricciarda, donna capace e risoluta, la quale informò delle mene del marito l'imperatore e il granduca di Toscana, che non vedevano certo di buon occhio un'eventuale espansione dei genovesi, e l'affare fu mandato a monte grazie all'intervento di un commissario imperiale.
Praticamente in contemporanea, nel 1725, la duchessa diede finalmente alla luce una prima figlia, Maria Teresa, cui fecero seguito, nei cinque anni successivi, due altre bambine. In questo periodo, grazie soprattutto all'intervento di Ricciarda, la situazione finanziaria del ducato poté registrare qualche miglioramento.
Il fatto che la prole del duca fosse formata soltanto da femmine non costituiva un problema successorio insormontabile, dato che la legge salica non trovava applicazione nel ducato in forza del decreto del 16 luglio 1529 con cui l'imperatore Carlo V aveva concesso l'investitura del marchesato di Massa e signoria di Carrara suo jure a Ricciarda Malaspina, ava di Alderano, ai di lei discendenti maschi o, in mancanza, anche alle femmine, principio del quale comunque Alderano si fece dare conferma dall'imperatore poco prima di morire, nel 1731.
Nel suo testamento, redatto pochi giorni prima del decesso, Maria Teresa era nominata erede universale e la reggenza veniva affidata alla moglie ad al fratello Camillo. Ricciarda assunse con mano ferma il governo, che le fu confermato formalmente con diploma imperiale del 15 settembre 1732, con il quale veniva ufficialmente investita della tutela delle figlie, e lo mantenne poi giuridicamente fino al giugno del 1744, quando Maria Teresa, raggiunta la maggiore età, fu ufficialmente investita del ducato dall'imperatore Carlo VII di Baviera, e di fatto assistendo successivamente, fino alla propria morte nel 1768, la figlia spesso assente da Massa in quanto coniugata con l'erede al trono ducale di Modena, Ercole Rinaldo (dal 1780 duca con il nome di Ercole III).
Alderano Cybo-Malaspina portava anche i titoli di principe del Sacro Romano Impero, sesto duca di Ferentillo (fino al 1730, quando vendette il feudo a Don Nicolò Bendetti), quinto duca di Ajello, conte palatino del Laterano, barone di Paduli, signore sovrano di Moneta ed Avenza, signore di Lago, Laghitello, Serra e Terrati, barone romano, patrizio romano e patrizio genovese, patrizio di Pisa e Firenze, patrizio napoletano, nobile di Viterbo.

## Discendenza
Alderano e Ricciarda ebbero tre figlie:
- Maria Teresa Cybo-Malaspina (Novellara, 29 giugno 1725 - Reggio Emilia, 25 dicembre 1790, sepolta nel Tempio della Beata Vergine della Ghiara di Reggio) successe al padre nel governo dello stato, e fu dal 1780 duchessa consorte (seppur separata dal marito) di Modena e Reggio;
- Principessa Donna Maria Anna Matilde (Massa, 15 agosto[7] 1726 - Roma, 8 ottobre 1797[8]), sposò nel 1748 Don Orazio Albani, II principe di Soriano nel Cimino, Patrizio di Urbino e Patrizio Genovese;
- Principessa Donna Maria Camilla (Massa, 29 aprile 1728 - 2 agosto[9] 1760) sposa nel 1755 Don Restaino Gioacchino di Tocco Cantelmo Stuart, quinto Principe di Montemiletto, quinto Principe di Pettorano, Principe Titolare di Acaia, decimo Duca di Popoli, quarto Duca di Sicignano e Duca di Apice, Patrizio Napoletano, Patrizio Veneto e Grande di Spagna di Prima Classe.

## Ascendenza
|                             |                    |                                    | Genitori                               |  |  | Nonni |  |  | Bisnonni               |  |  | Trisnonni               |  |
|                             |                    |                                    |                                        |  |  |       |  |  | Carlo I Cybo-Malaspina |  |  | Alderano Cybo-Malaspina |  |
|                             |                    |                                    |                                        |  |  |       |  |  | Carlo I Cybo-Malaspina |  |  | Alderano Cybo-Malaspina |  |
|                             |                    | Marfisa d'Este                     |                                        |  |  |       |  |  | Carlo I Cybo-Malaspina |  |  |                         |  |
| Alberico II Cybo-Malaspina  |                    |                                    |                                        |  |  |       |  |  | Carlo I Cybo-Malaspina |  |  |                         |  |
|                             |                    | Brigida Spinola, patrizia genovese | Giannettino Spinola, patrizio genovese |  |  |       |  |  |                        |  |  |                         |  |
|                             |                    | Brigida Spinola, patrizia genovese | Giannettino Spinola, patrizio genovese |  |  |       |  |  |                        |  |  |                         |  |
|                             |                    | Brigida Spinola, patrizia genovese | Diana De Mari, patrizia genovese       |  |  |       |  |  |                        |  |  |                         |  |
| Carlo II Cybo-Malaspina     |                    | Brigida Spinola, patrizia genovese |                                        |  |  |       |  |  |                        |  |  |                         |  |
|                             |                    | Alessandro I Pico della Mirandola  | Ludovico II Pico della Mirandola       |  |  |       |  |  |                        |  |  |                         |  |
|                             |                    | Alessandro I Pico della Mirandola  | Ludovico II Pico della Mirandola       |  |  |       |  |  |                        |  |  |                         |  |
|                             |                    | Alessandro I Pico della Mirandola  | Fulvia da Correggio                    |  |  |       |  |  |                        |  |  |                         |  |
| Fulvia Pico della Mirandola |                    | Alessandro I Pico della Mirandola  |                                        |  |  |       |  |  |                        |  |  |                         |  |
|                             |                    | Laura d'Este                       | Cesare d'Este                          |  |  |       |  |  |                        |  |  |                         |  |
|                             |                    | Laura d'Este                       | Cesare d'Este                          |  |  |       |  |  |                        |  |  |                         |  |
|                             |                    | Laura d'Este                       | Virginia de' Medici                    |  |  |       |  |  |                        |  |  |                         |  |
| Alderano I Cybo-Malaspina   |                    | Laura d'Este                       |                                        |  |  |       |  |  |                        |  |  |                         |  |
|                             | Pamphilio Pamphili | Camillo Pamfili                    |                                        |  |  |       |  |  |                        |  |  |                         |  |
|                             | Pamphilio Pamphili | Camillo Pamfili                    |                                        |  |  |       |  |  |                        |  |  |                         |  |
|                             | Pamphilio Pamphili | Flaminia Cancellieri del Bufalo    |                                        |  |  |       |  |  |                        |  |  |                         |  |
| Cardinale Camillo Pamphili  | Pamphilio Pamphili |                                    |                                        |  |  |       |  |  |                        |  |  |                         |  |
|                             |                    | Olimpia Maidalchini                | Sforza Maidalchini                     |  |  |       |  |  |                        |  |  |                         |  |
|                             |                    | Olimpia Maidalchini                | Sforza Maidalchini                     |  |  |       |  |  |                        |  |  |                         |  |
|                             |                    | Olimpia Maidalchini                | Vittoria Gualtiero                     |  |  |       |  |  |                        |  |  |                         |  |
| Teresa Pamphili             |                    | Olimpia Maidalchini                |                                        |  |  |       |  |  |                        |  |  |                         |  |
|                             |                    | Giorgio Aldobrandini               | Gianfrancesco Aldobrandini             |  |  |       |  |  |                        |  |  |                         |  |
|                             |                    | Giorgio Aldobrandini               | Gianfrancesco Aldobrandini             |  |  |       |  |  |                        |  |  |                         |  |
|                             |                    | Giorgio Aldobrandini               | Margherita del Corno                   |  |  |       |  |  |                        |  |  |                         |  |
| Olimpia Aldobrandini        |                    | Giorgio Aldobrandini               |                                        |  |  |       |  |  |                        |  |  |                         |  |
|                             |                    | Ippolita Ludovisi                  | Orazio Ludovisi                        |  |  |       |  |  |                        |  |  |                         |  |
|                             |                    | Ippolita Ludovisi                  | Orazio Ludovisi                        |  |  |       |  |  |                        |  |  |                         |  |
|                             |                    | Ippolita Ludovisi                  | Lavinia Albergati                      |  |  |       |  |  |                        |  |  |                         |  |
|                             |                    | Ippolita Ludovisi                  |                                        |  |  |       |  |  |                        |  |  |                         |  |